# Nagy Sándor (műsorvezető)
Nagy Sándor (Szeged, 1976. augusztus 23. –) magyar televíziós műsorvezető.

## Életpályája
Tanulmányainak elvégzése után Budapestre költözött. 1994-től a  Magyar Televíziónál, 1998-tól a Z+-nál, 2000-től az MTV-nél, 2002-től az RTL Klubnál (a Reggeliben és a Mozi Klub című műsorban), 2004-től a Viasat 3-nál, 2012-ben az MTV-nél, majd 2013-tól ismét az RTL Klubnál dolgozik.
Elvégezte a Korda Sándor TV és Filmproduceri Akadémiát.